# Erautar
Erautar – gaun wikas samiti we wschodniej części Nepalu w strefie Meći w dystrykcie Ilam. Według nepalskiego spisu powszechnego z 2001 roku liczył on 830 gospodarstw domowych i 4326 mieszkańców (2113 kobiet i 2213 mężczyzn).